# Sosonka, Ohtîrka
Sosonka (în ucraineană Сосонка) este un sat în comuna Stara Ivanivka din raionul Ohtîrka, regiunea Sumî, Ucraina.

## Demografie
Componența lingvistică a localității Sosonka
     Ucraineană (92,39%)
     Rusă (6,88%)
     Alte limbi (0,36%)
Conform recensământului din 2001, majoritatea populației localității Sosonka era vorbitoare de ucraineană (92,39%), existând în minoritate și vorbitori de rusă (6,88%).